# Barrancas y Amate 3.ª Sección
Barrancas y Amate 3.ª Sección es una localidad del municipio de Centro ubicado en la subregión centro del estado mexicano de Tabasco.

## Geografía
La localidad de Barrancas y Amate 3.ª Sección se sitúa en las coordenadas geográficas 17°57′13″N 92°45′10″O / 17.953611, -92.752778, a una elevación de 28 metros sobre el nivel del mar.

## Demografía
Según el Conteo de Población y Vivienda 2020, efectuado por el Instituto Nacional de Estadística y Geografía, la localidad de Barrancas y Amate 3.ª Sección tiene 1,133 habitantes, de los cuales 553 son del sexo masculino y 580 del sexo femenino. Su tasa de fecundidad es de 2.45 hijos por mujer y tiene 315 viviendas particulares habitadas.
| Gráfica de evolución demográfica de Barrancas y Amate 3.ª Sección entre 1970 y 2020 |
|                                                                                     |
| INEGI.                                                                              |